# Пантеон на Георги Стойков Раковски
Пантеонът на Георги Раковски е сред от обектите на Историческия музей в град Котел.
Помещава се в обща сграда с експозицията „Котленски възрожденци“. Открита е през 1981 г. по случай честването на 1300-годишнината от създаването на България.
Пантеонът е посветен на един от най-великите български революционери и възрожденци – Георги Стойков Раковски (1821 – 1867 г.), известен още като Георги Сава Раковски. Той е основоположник на организираната национално-революционна борба за освобождаването на България от османско владичество, демократ, публицист, журналист, историк и етнограф.
Музеят има 4 експозиционни зали: „Будители“, „Просветители“, „Бунтовници“ и „Революционери“.
В първата зала на музея се пази сърцето на доктор Петър Берон, но тя е посветена още и на Софроний Врачански, както и на неуморния радетел за църковна независимост Неофит Бозвели.
Експозициите в останалите зали пазят оригинални творби и документи на доктор Васил Берон, лекар и общественик, на просветителя Атанас Гранитски, на книжовника, преводача и учителя Стефан Изворски, припомнят за делото на капитан Георги Мамарчев (вуйчо на Г. Раковски) – ръководител на Велчовата завера в Търново, проследяват съдбите и делата на още много заслужили котленци.
В основната експозиционна зала е експониран мраморният саркофаг на Г. С. Раковски. Върху него са поставени бронзово знаме с думите „Свобода или смърт“ и копие от сабята на революционера.
В зала „Революционери“ на експозицията „Котленски възрожденци“ се проследява жизненият път на Раковски, неговата публицистична и революционна дейност. Снимки, документи и факсимилета отразяват дейността му като народен войвода и организатор на легиите в Белград. Сред най-интересните експонати е бронзовата скулптура „Възкресение“.
Интерес представляват ковчежето, в което са пренесени костите на Раковски, личният дневник на великия българин, личното му оръжие и колекция от оръжие от Руско-турската освободителна война.